# Nyingchi Mainling Airport
Nyingchi Mainling Airport (kinesiska: 林芝米林机场, 林芝米林機場, Línzhī Mǐlín Jīchǎng) är en flygplats i Kina. Den ligger i den autonoma regionen Tibet, i den sydvästra delen av landet, omkring 310 kilometer öster om regionhuvudstaden Lhasa.
Runt Nyingchi Mainling Airport är det mycket glesbefolkat, med 2 invånare per kvadratkilometer. Närmaste större samhälle är Mainling, 15,2 km sydväst om Nyingchi Mainling Airport. I omgivningarna runt Nyingchi Mainling Airport växer i huvudsak barrskog.
Genomsnittlig årsnederbörd är 1 239 millimeter. Den regnigaste månaden är juni, med i genomsnitt 285 mm nederbörd, och den torraste är januari, med 3 mm nederbörd.